# Carlo Cremonesi
Carlo Cremonesi, italijanski rimskokatoliški duhovnik, škof in kardinal, * 4. november 1866, Rim, † 25. november 1943.

## Življenjepis
Leta 1890 je prejel duhovniško posvečenje.
29. decembra 1921 je bil imenovan za naslovnega nadškofa Nikomedije; 8. januarja 1922 je prejel škofovsko posvečenje.
21. marca 1926 je postal prelat Prelate of Beatissima Vergine Maria del SS.mo Rosario, Italy; s tega položaja je odstopil leta 1928.
Leta 1935 je postal uradnik v Rimski kuriji.
16. decembra 1935 je bil povzdignjen v kardinala in imenovan za kardinal-duhovnika S. Lorenzo in Lucina.